# الساندرو مارزولی
الساندرو مارزولی (انگلیسی: Alessandro Marzuoli؛ زادهٔ ۲۶ فوریه ۱۹۸۴) بازیکن فوتبال اهل ایتالیا است.